# Musée d'art de Hong Kong
Le musée d'art de Hong Kong (香港藝術館, Hong Kong Museum of Art) est situé dans le quartier de Tsim Sha Tsui à Kowloon. C'est le plus ancien et le principal musée d'art de Hong Kong.
Administré par le département des loisirs et des services culturels du gouvernement de Hong Kong, il possède une collection d'art de plus de 17 000 objets. L'entrée est gratuite pour les expositions permanentes.
Une de ses succursales, le musée de la théière de la maison Flagstaff, se situe dans le parc de Hong Kong à Central.

## Histoire
Le musée est fondé sous le nom de « Musée et galerie d'art de la ville » (City Museum and Art Gallery) dans l'hôtel de ville à Central par le conseil urbain en 1962. Cette structure se divise en juillet 1975 entre le musée d'histoire de Hong Kong et le musée d'art.
Le musée d'histoire est installé dans le parc de Kowloon en 1983. Avant de quitter l'hôtel de ville en 1991, le musée d'art occupait les 8e (partie arrière), 9e, 10e et 11e étages du bloc supérieur. Ces étages abritent désormais une bibliothèque publique. En 1991, il est déplacé dans ses locaux actuels du 10 Salisbury Road (en) près du centre culturel de Hong Kong et du musée de l'espace de Hong Kong à Tsim Sha Tsui.
Le musée est fermé le 3 août 2015 pour des travaux d'agrandissement et de rénovation d'un coût de 400 millions $,. Il rouvre le 30 novembre 2019.

## Expositions
Le musée change régulièrement ses expositions qui concernent principalement la peinture, la calligraphie et la sculpture de Hong Kong, de Chine et d'autres parties du monde. Il coopère également avec d'autres musées.

## Accès
Le musée est accessible à distance de marche depuis les stations de East Tsim Sha Tsui et Tsim Sha Tsui du métro de Hong Kong. Il est encore plus proche de la jetée de la Star Ferry qui dessert celles de Wan Chai (en) et de Central.

## Galerie

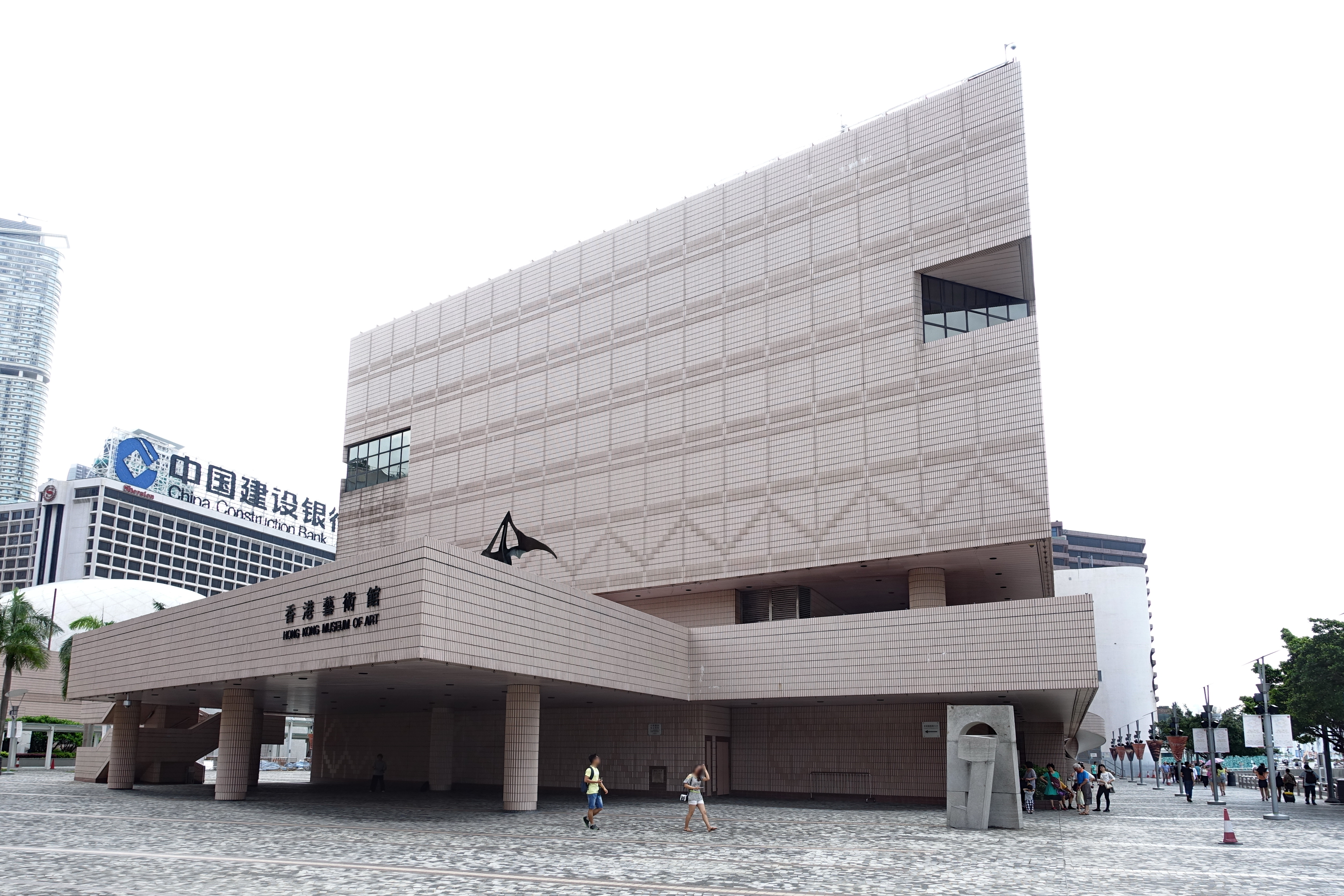
Le musée avant sa rénovation de 2015 à 2019.
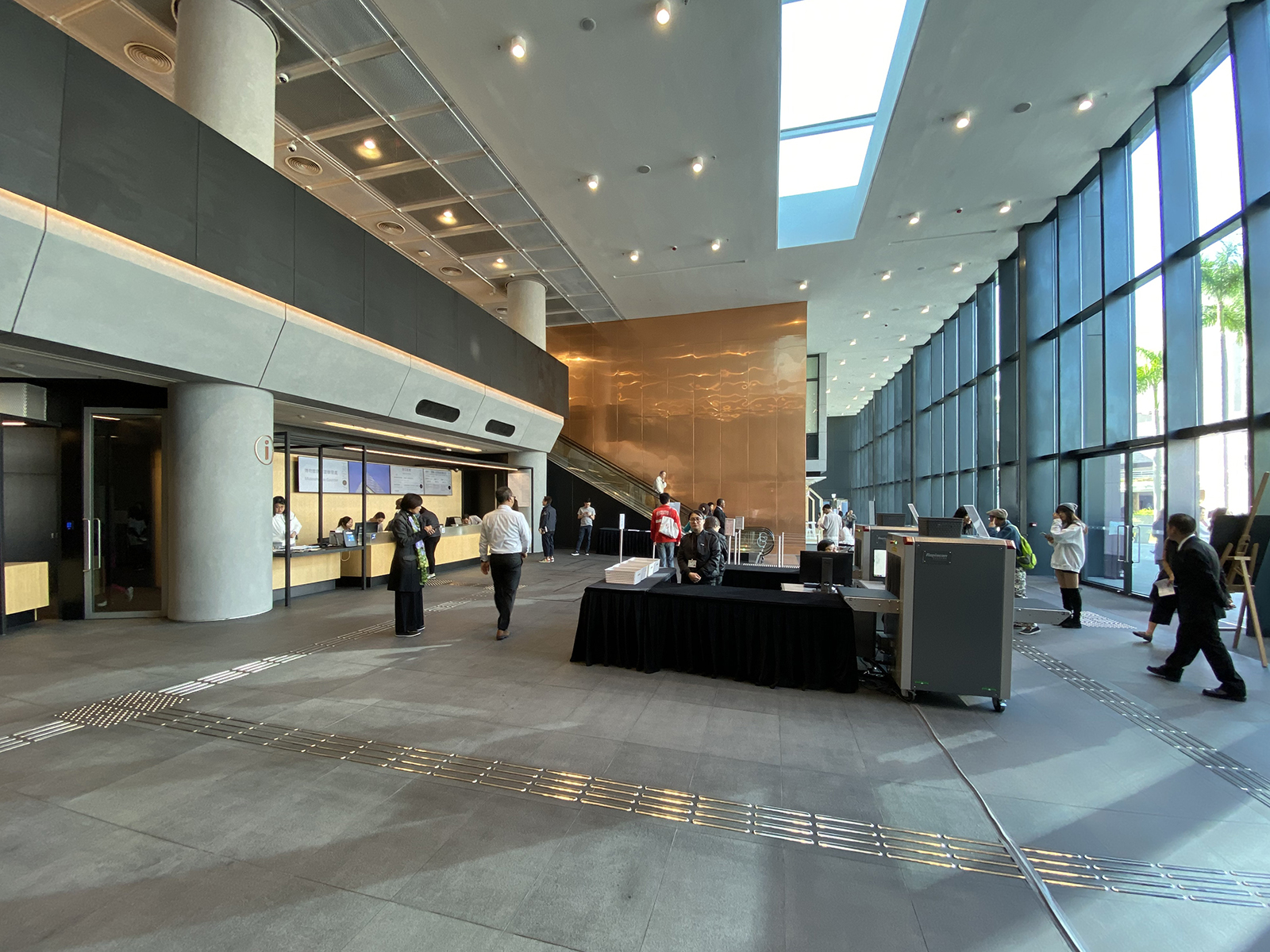
Hall d'entrée.
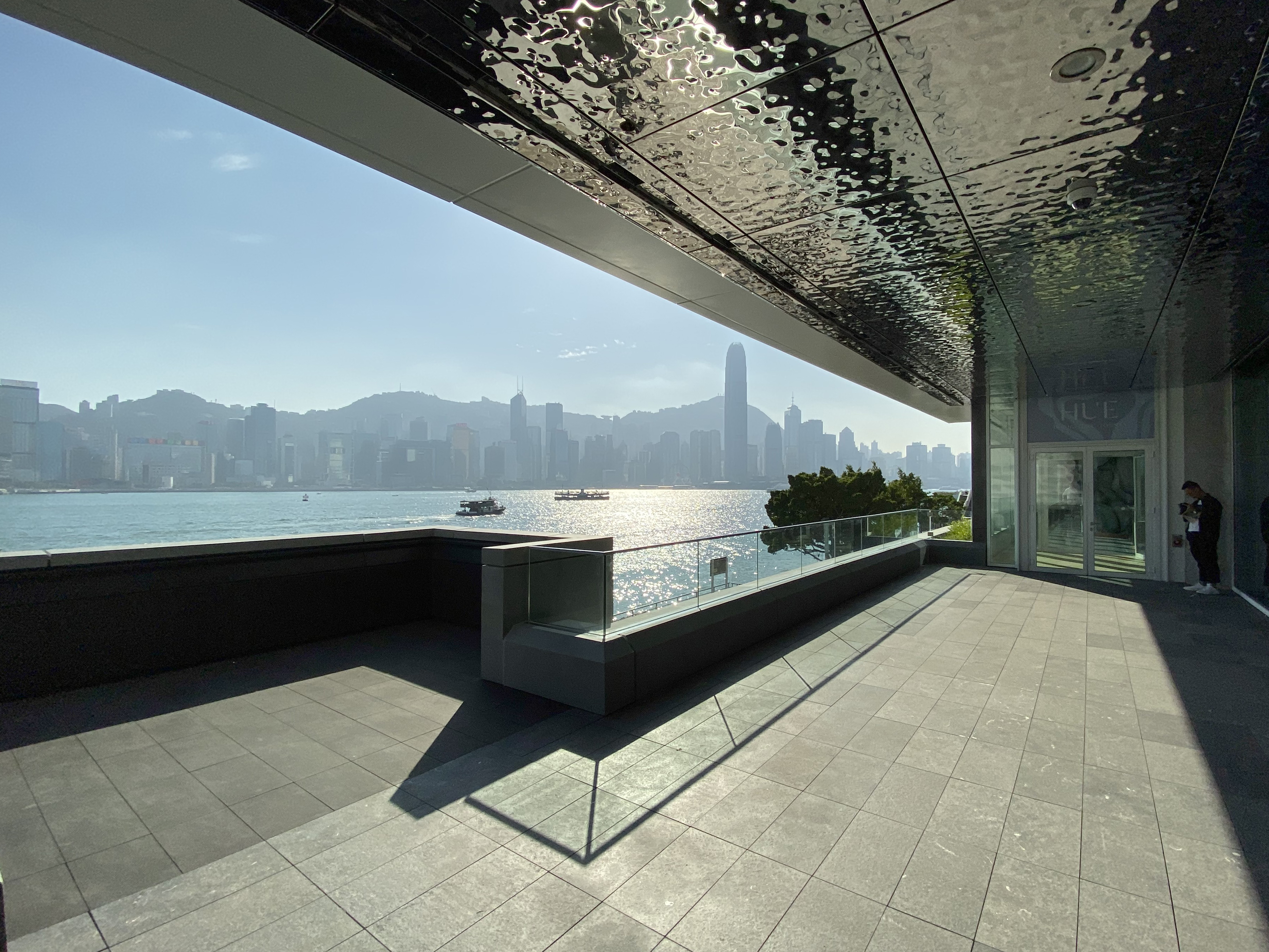
Balcon au 1er étage.
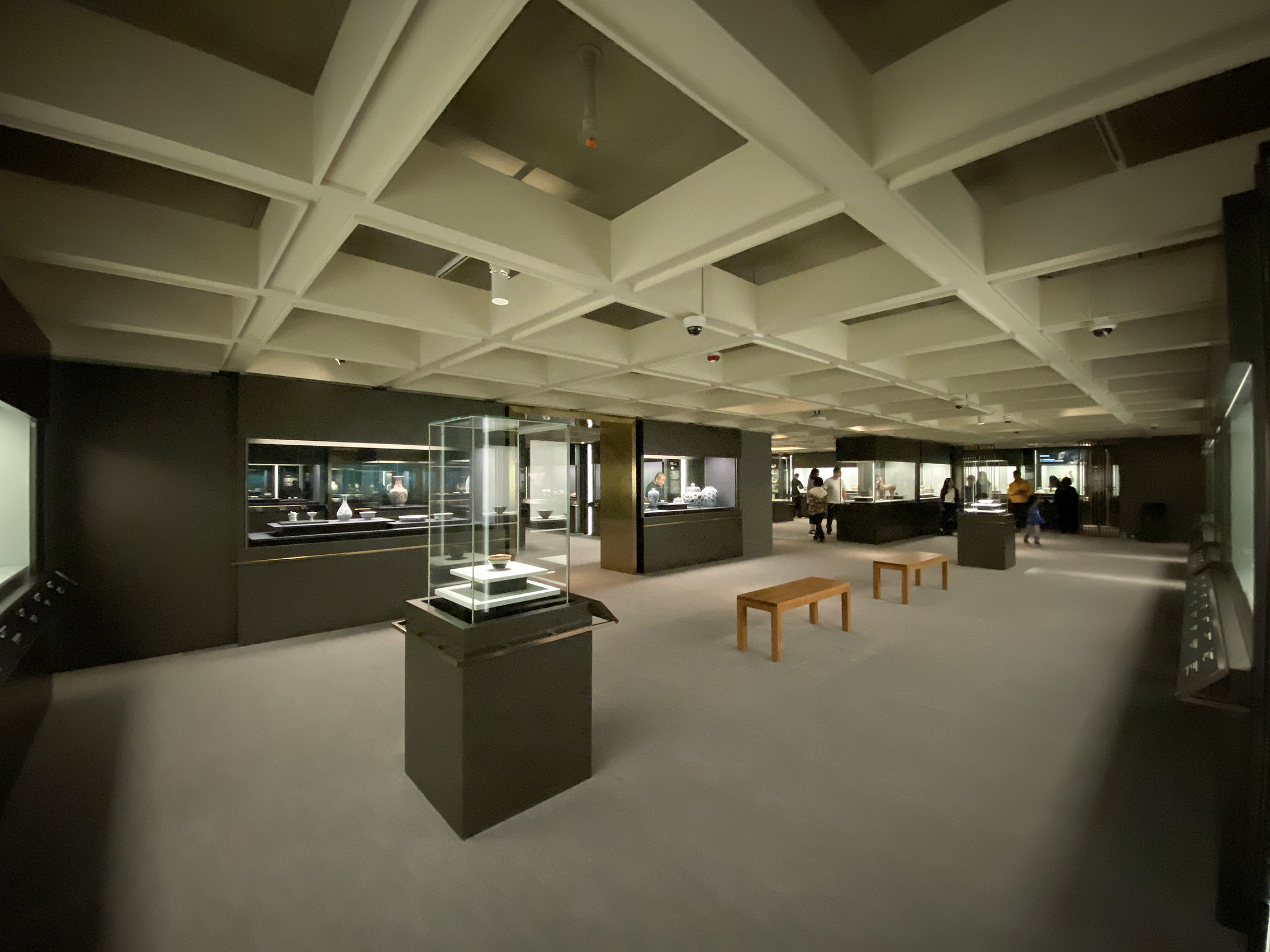
Galerie d'art chinois au 3e étage.
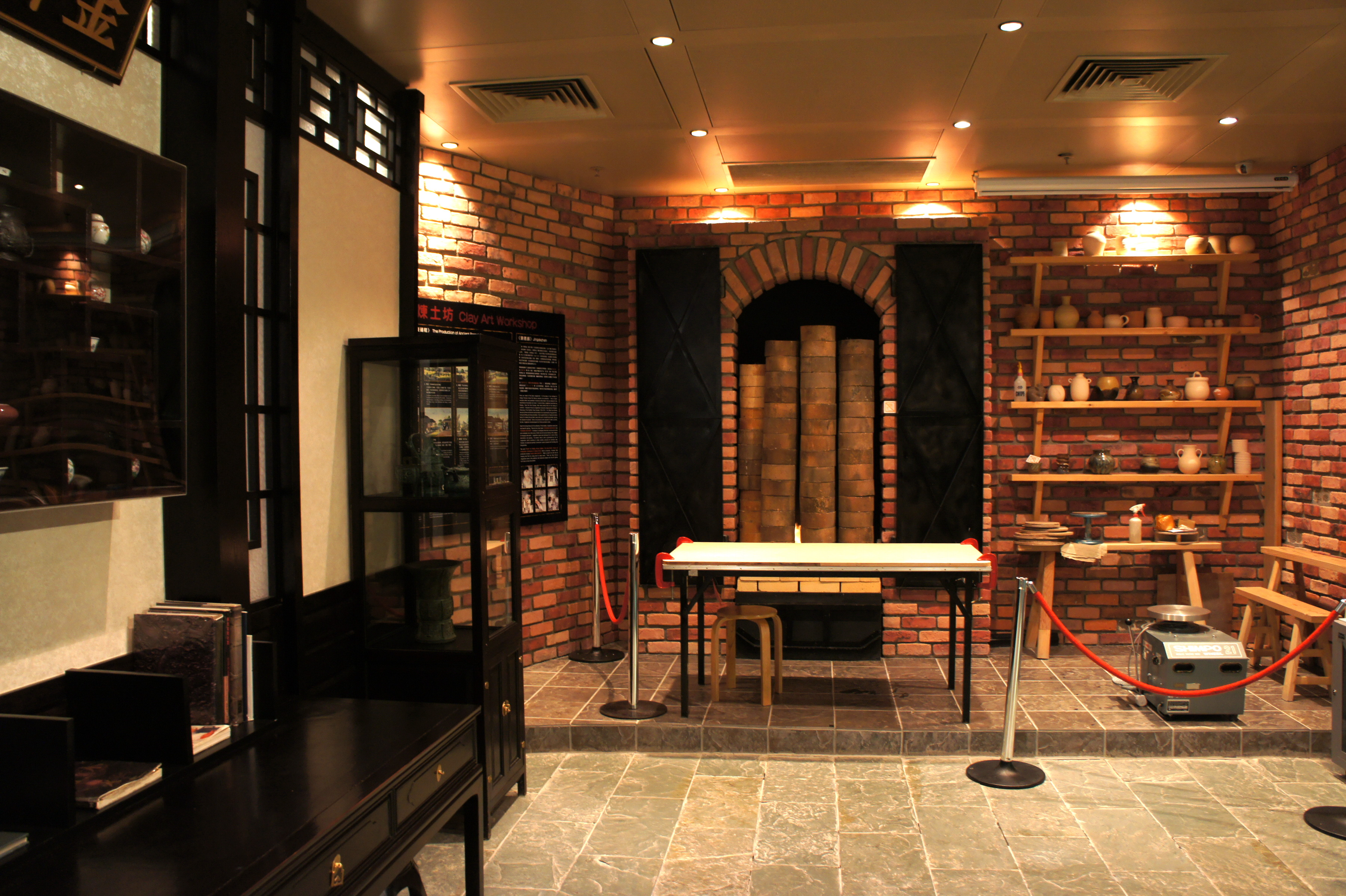
Coin pédagogique du hall d'exposition des reliques culturelles chinoises au 3e étage.
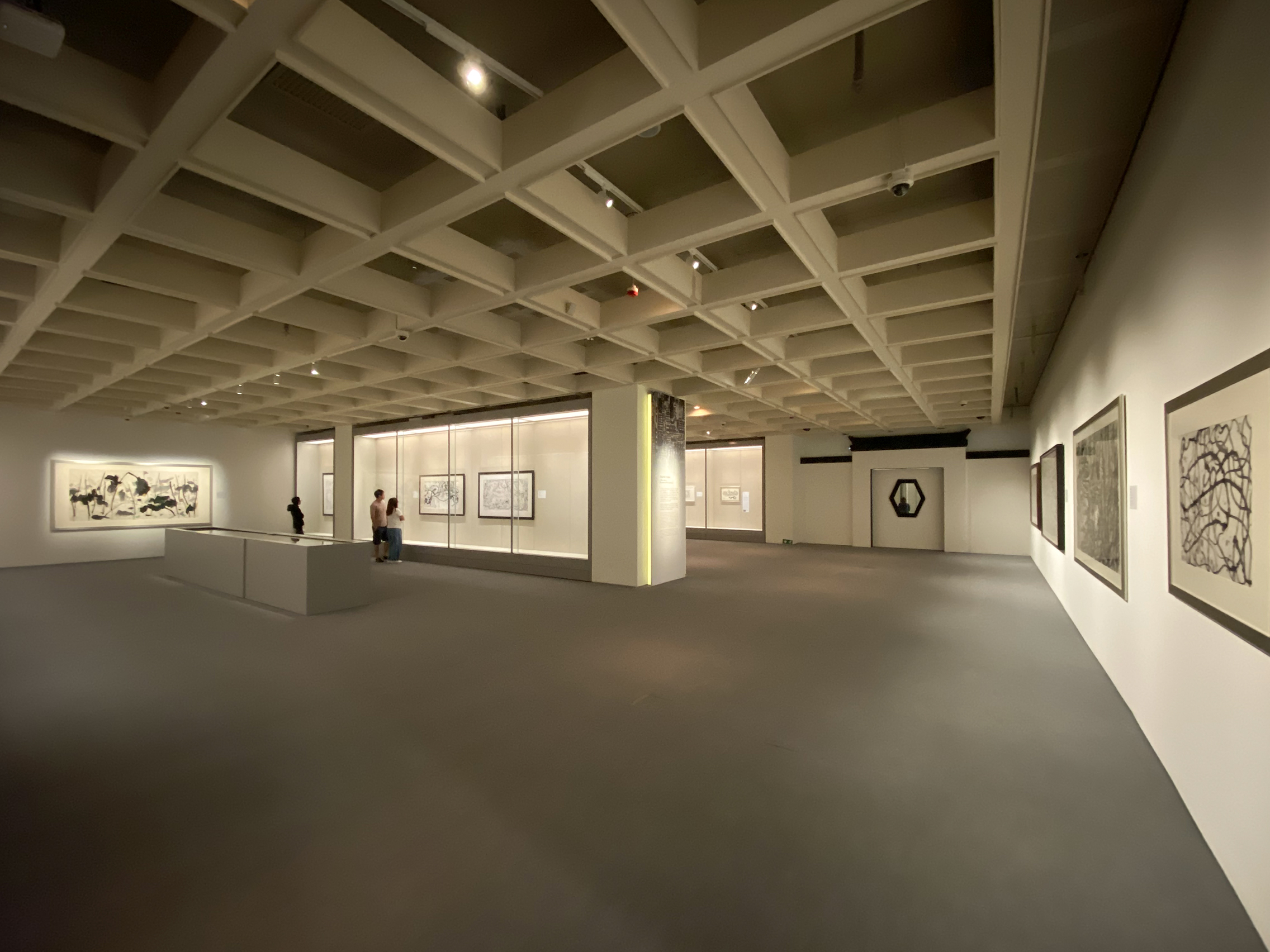
Galerie de peintures et calligraphies chinoises au 4e étage.
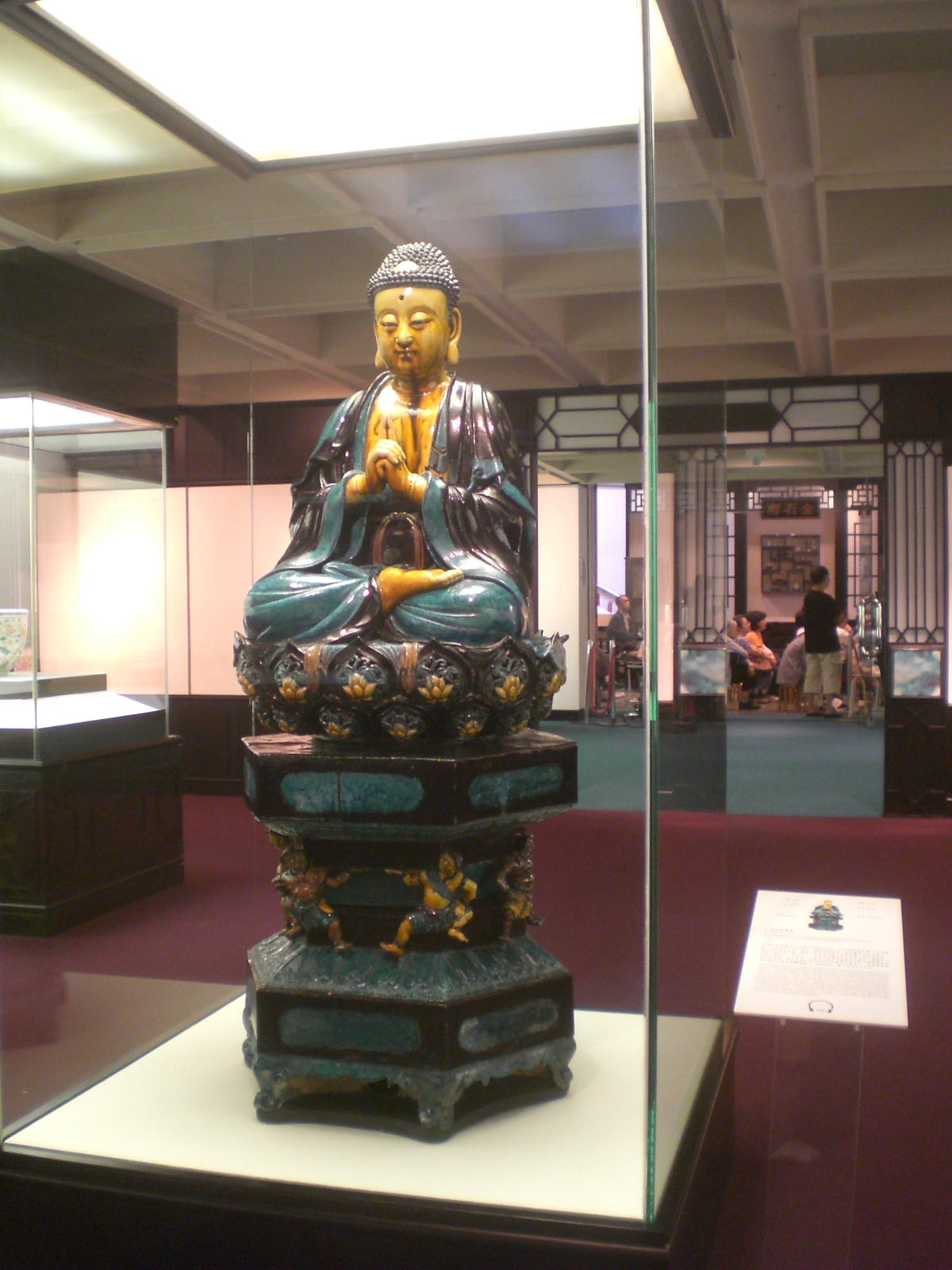
Bouddha assis sur un lotus.
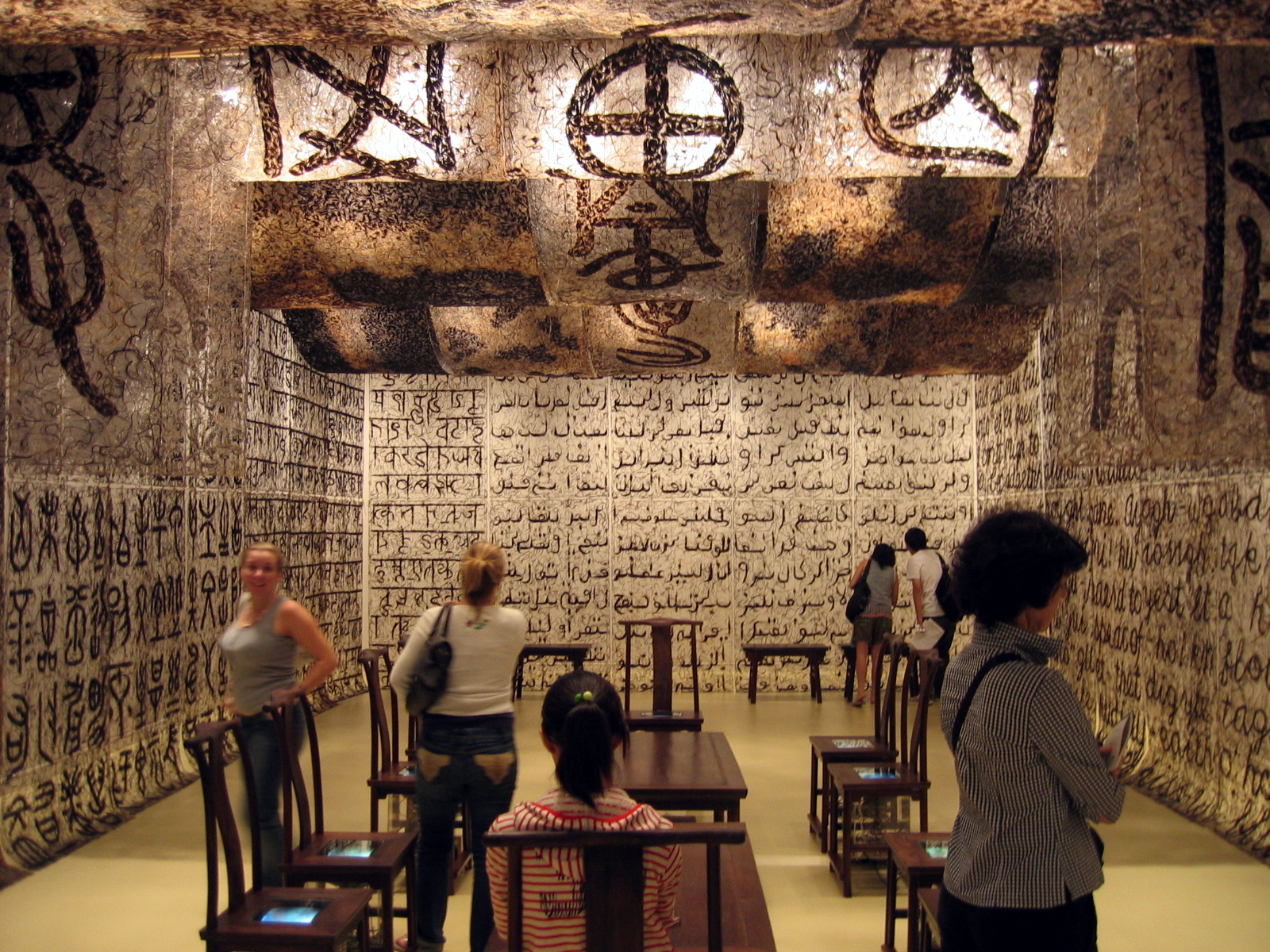
Exposition de Gu Wenda.